# Nils Hårde
Nils Albin Hårde, född 17 juni 1888 i Malmö S:t Pauli församling, död 28 oktober 1962 i Täby församling, var en svensk grafiker och tecknare som blivit mest känd som upphovsman för AB Svensk Filmindustris logotyp "SF".
Nils Hårde utbildade sig vid Köpenhamns Konstakademi mellan åren 1908 och 1911. Från 1915 till 1930 var han tecknare i Göteborgs Morgonpost. År 1929 blev han anställd på der nybildade filmbolaget AB Svensk Filmindustri på Filmstaden i Råsunda. Han var chef för SF:s avdelning för konstnärlig reklam. Denna position hade han  till sin pensionering 1953.

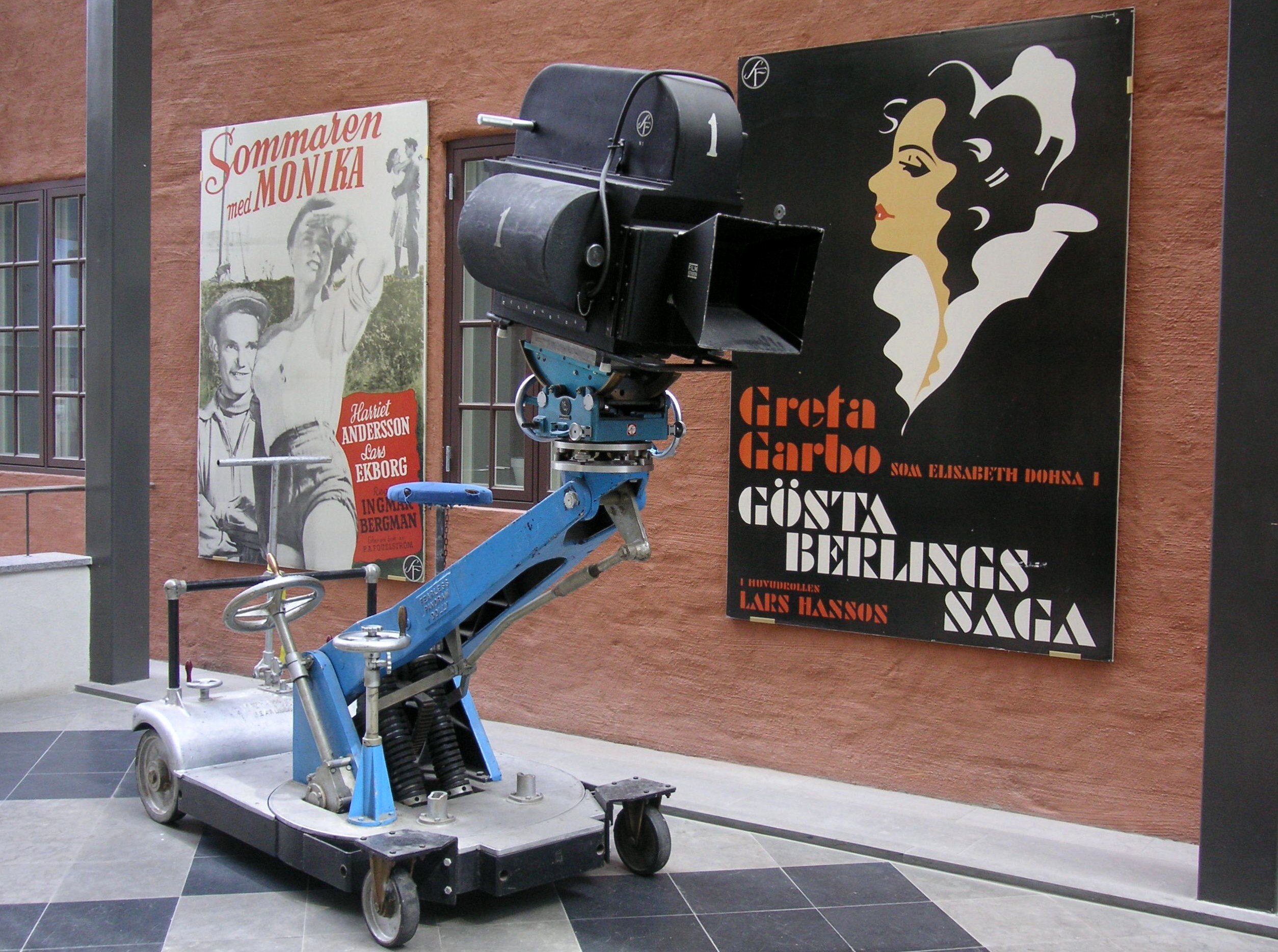
Affischen till "Gösta Berlings saga"

Nils Hårde formgav AB Svensk Filmindustrins logotyp som fortfarande gäller, han skapade även en del filmaffischer, bland annat affischen för stumfilmen “Gösta Berlings saga”  från 1924 med Greta Garbo i huvudrollen. På affischen syns Nils Hårdes initialer "NH" i övre högra hörnet och SF:s logo i övre vänstra hörnet. Hårde är begravd på Spånga kyrkogård.